# Пилипчук, Филипп Каленикович
Филипп (Пилип) Каленикович Пилипчук (укр. Пилип Каленикович Пилипчук; 1889, Волынская губерния, Российская империя — 30 августа 1940, Хелм, Генерал-губернаторство (Третий рейх)) — украинский общественно политический и государственный деятель, Председатель Совета Народных Министров Украинской Народной Республики в изгнании (1921—1922). Педагог, профессор тайной Украинской Политехники во Львове.

## Биография
Выпускник Санкт-Петербургского политехнического института по специальности инженер коммуникаций. В начале 1900 годов активно участвовал в жизни украинской общины в Петербурге. Во время Первой мировой войны служил помощником начальника Киевского округа водных путей.
В 1917—1918 — доцент теоретической механики Киевского политехнического института.
Был членом украинской партии социалистов-революционеров, позже — УНРП.
В правительстве Центральной рады УНР В. К. Винниченко исполнял обязанности директора департамента Генерального секретариата торговли и промышленности. После образования Директории УНР назначен начальником водных путей р. Днепр. В декабре 1918—апреле 1919 — управляющий министерством путей в правительстве УНР В. М. Чеховского и С. С. Остапенко.
В августе 1919 находился в Варшаве во главе чрезвычайной дипломатической миссии правительства УНР, которая вела переговоры с премьером И. Падеревским и начальником державы Ю. Пилсудским.
Товарищ (заместитель) министра путей в правительстве И. П. Мазепы (март—май 1920), управляющий министерством путей в правительстве В. К. Прокоповича (май—октябрь 1920).
Вместе с правительственными структурами УНР в конце 1920 выехал в Польшу. Был заместителем председателя Совета Республики. В сентябре 1920 входил в состав Комиссии по выработке Конституции Украинской Народной Республики, которая работала в эмиграции в Польской Республике в Тарнуве.
С 5 августа 1921 до 14 января 1922 года — председатель Совета Народных Министров УНР и министр финансов правительства УНР в эмиграции.
Оставшись в эмиграции, в 1922—1925 читал лекции в Украинском (тайном) политехническом институте во Львове.
С 1926 жил в Луцке, где работал инженером. Умер 30 августа 1940 в Хелме (ныне Польша).